# تراتب حيوي
التراتب الحيوي أو التراتب البيولوجي هو التسلسل الهرمي للتراكيب والأنظمة البيولوجيّة (الحيويّة) المعقّدة التي تُعرّف الحياة من منطلق المنهج الاختزاليّ. ويمتدّ التسلسل الهرمي التقليدي، كما هو مفصل أدناه، من الذرّات إلى الغلاف الحيويّ للكرة الأرضيّة. غالبًا ما يشار إلى المستويات العليا من هذا المخطط من منطلق مفهوم التراتب البيئي، أو كعلم على أنه علم البيئة التراتبي.
يمثل كلّ مستوى من مستويات التسلسل الهرميّ زيادةَ في التعقيد التنظيمي، حيث يتكوّن كلّ «كائن» في الأصل من وحدة أساسيّة هي نفسها المستوى السابق. المبدأ الأساسي في التراتب هو مفهوم الانبثاق — الذي معناه أنّ الخصائص والوظائف الموجودة في أي مستوى من التسلسل الهرمي غير موجودة في المستويات الأدنى وليست على صلة بها.
التراتب البيولوجي للحياة هو الفرضيّة الأساسيّة للعديد من مجالات البحث العلمي، وخاصّة في العلوم الطبّيّة. بدون هذه المرتبة الضرورية من التراتبية، سيكون من الأصعب بكثير -ومن المستحيل على الأرجح- تطبيق دراسة آثار الظواهر الفيزيائية والكيميائية المختلفة على الأمراض وعلم وظائف الأعضاء (وظائف الجسم). فعلى سبيل المثال، من غير الممكن أن تتواجد حقول علميّة مثل علم الأعصاب الإدراكي والسلوكي إذا لم يكن الدماغ يتكون بالأصل من أنواع محددة من الخلايا، ولكان من الغير الممكن أيضاً وجود مفاهيم أساسيّة لعلم الصيدلة في حال لم يكن معلوماَ أنّ أيّ تغيّر على المستوى الخلوي يمكن أن يؤثّر على كامل الكائن الحي. تمتد هذه التطبيقات إلى المستويات البيئيّة أيضًا. على سبيل المثال، يَحدث التأثير المباشر لمركّب الـ دي دي تي DDT المُستخدم في المبيدات الحشرية على المستوى دون الخلوي، لكنه يؤثر على مستويات أعلى تصل إلى العديد من النظم البيئيّة. من الناحية النظرية، يمكن للتغيير في ذرّة واحدة –من الناحية النظريّة- أن يغيّر المحيط الحيويّ بأكمله.

## المستويات
مخطط التنظيم البيولوجي القياسي البسيط، من أدنى مستوى إلى أعلى مستوى، هو كما يلي:
| للمستويات الدون ذرية انظر "جسيم دون ذري" |                          | |
| المستوى غير الخلوي والمستوى قبل الخلوي   | الذرّات                   | |
| المستوى غير الخلوي والمستوى قبل الخلوي   | الجزيء                   | مجموعة من الذرّات |
| المستوى غير الخلوي والمستوى قبل الخلوي   | مركّب جزيئي               | مجموعة من الجزيئات الحيوية                                                                                                  |
| المستوى تحت الخلوي                       | العضيّات الخلوية          | المجموعات الوظيفية للجزيئات الحيوية، والتفاعلات الكيميائية الحيوية                                                          |
| المستوى الخلوي                           | الخلية                   | الوحدة الأساسية لجميع أشكال الحياة ولتجمّع العضيات                                                                           |
| المستوى فوق الخلوي                       | النسيج الخلوي            | مجموعة وظيفيّة من الخلايا |
|                                          | العضو                    | مجموعة وظيفيّة من النسج الخلويّة                                                                                              |
| جهاز حيوي                                | مجموعة وظيفيّة من الأعضاء | |
| المستويات البيئية                        | الكائن الحي              | النظام الحيّ الأساسي، مجموعة وظيفية من المكوّنات الموجودة في المستويات السابقة بما في ذلك خليّة واحدة على الأقلّ                |
| المستويات البيئية                        | النوع                    | مجموعة من الكائنات الحيّة المنتمية لنفس الفصيلة                                                                              |
| المستويات البيئية                        | الجماعة الحيوية          | مجموعات من الأنواع المتفاعلة مع بعضها البعض                                                                                 |
| المستويات البيئية                        | النظام البيئي            | مجموعات من الكائنات الحية من جميع النطاقات البيولوجية، بوجود البيئة الفيزيائية (اللاأحيائية)                                |
| المستويات البيئية                        | النطاق الإحيائي          | مقياس قارّي بناءاً على المناطق المتجاورة مناخيّاً وجغرافيّاً التي تمتلك ظروفاً مناخيّة متشابهة، ويتألف من مجموعة من الأنظمة البيئيّة |
| المستويات البيئية                        | غلاف الأرض الحيوي        | كافّة أشكال الحياة على وجه الأرض أو كافّة أشكال الحياة على وجه الأرض بالإضافة إلى المحيط الفيزيائي اللاأحيائي                 |

تشمل الجداول الأكثر تعقيداً العديد من المستويات. فيمكن على سبيل المثال، النظر إلى الجزيء على أنّه مجموعة من العناصر، ويمكن تقسيم الذرّة إلى جزيئات دون ذرّيّة (هذه المستويات تقع خارج نطاق التنظيم البيولوجي). يمكن أيضًا تقسيم كل مستوى إلى تسلسل هرميّ خاصّ به، ويمكن أن تمتلك بعض الأنواع المحدّدة من هذه الكائنات الحيّة مخطّطاً هرميّاً خاصّاً بها. فيمكن على سبيل المثال، تقسيم الجينومات إلى تسلسل هرمي للجينات.
يمكن وصف كلّ مستوى في التسلسل الهرميّ عن طريق مستوياته الأدنى. فمن الممكن على سبيل المثال، وصف الكائن الحيّ عند مستوى أيّ من مكوّناته، بما في ذلك مستويات النظام الذري، الجزيئي، الخلوي، النسيجي (الأنسجة)، العضوي، والجهاز الحيويّ. علاوة على ذلك، تظهر وظائف جديدة ضرورية للسيطرة على الحياة في كل مستوى من التسلسل الهرمي. ولا يمكن للمستويات الأدنى أن تقوم بهذه الوظائف الجديدة، وبالتّالي يشار إليها على أنّها خصائص ناشئة emergent properties.

## الأساسيات
تجريبيًّا، يُظهر جزء كبير من الأنظمة الأحيائيّة المُعقَّدة التي نلاحظها في الطبيعة بعض التركيب التراتبيّ. يمكننا توقُّع تعقيد تراتبيّة النظام على أسس نظريّة في عالم يظهر أن التعقيد فيه يتطور من البساطة. أرست تحليلات التراتبيّة النظاميّة المجراه في خمسينات القرن الماضي الأسس التجريبيّة التي ستصبح ابتداءً من ثمانينات القرن العشرين تُعرف باسم علم البيئة التراتبيّ.
تُلخِّص الديناميكا الحراريّة الأسس النظريّة. عندما تنظَّم الأنظمة الأحيائيّة كأنظمة فيزيائيّة، في أكثر تجريد لها، تُعتبر من الأنظمة المفتوحة تبعًا للديناميكا الحراريّة والتي تُظهر سلوكًا مُنظَّم ذاتيًّا، وتتسم علاقات المجموعة/المجموعة الجزئيّة بين التراكيب المتبددة حراريًّا بالتراتب.
قدَّم هوارد ت. أودام طريقة أبسط وأكثر مباشرة إلى علم البيئة لشرح أساسيّات التراتب الحيويّ للحياة تحت عنوان «مبدأ سيمون التراتبيّ»، أكَّد سيمون أن التراتب «ينشأ بصورة لا يمكن الفرار منها خلال مُختلَف العمليات التطوريّة، لسبب بسيط، هو أن التراكيب التراتبيّة مستقرة».
ولكي يدعم تلك الفكرة العميقة مزيدًا من الدعم، قدَّم حكاية صانع الساعات المُتخيَّل.
| حكاية صانع الساعات |
| --- |
| كان هناك ذات مرة صانعا ساعات، باسم هورا وتيمبوس، كلاهما يصنعان ساعات متناهية الدقة. رنَّت هواتفهما في المحلات بصورة مستمرة، حيث اتصل بهما عملاء جدد باستمرار. إلا أن هورا ازدهر عمله بينما كان تيمبوس يزداد فقرًا، وفي النهاية فقد تيمبوس محله. ما هو سبب ذلك؟ تكوَّنت كل ساعة من نحو 1000 قطعة لكل ساعة. وكانت الساعات التي يصنعها تيمبوس مصممة بطريقة تجعلها، إذا أراد أن يضعها جانبًا قبل الانتهاء من تصنيعها وهي مجمَّعة جزئيًّا (للرد على الهاتف على سبيل المثال)، تنفرط إلى أجزاء صغيرة لدرجة تجعله مضطرًا إلى تجميع أبسط الأجزاء مرة أخرى. بينما صمم هورا ساعاته بحيث يتمكَّن من وضع أجزائها مُجمَّعة من نحو عشر قطع، وكل عشر قطع يمكن وضعها مع بعضها لصناعة تجمُّع أكبر. وفي نهاية المطاف، بتكوُّن كل تجمُّع صغير، يمكن وضعه دون أن ينفرط، على خلاف ما حدث في الحالة السابقة. |